# Mohammed V al-Ghani
Pour les articles homonymes, voir Mohammed V.
Abû `Abd Allâh “al-Ghanî bi-llâh” Mohammed ben Yûsuf est le huitième émir nasride de Grenade. Il est surnommé Al-Ghanî (le fortuné). Les auteurs espagnols anciens l'appellent parfois Mahomet Guadix, de la prédilection qu'ils lui prêtent pour la ville de Cadix.

Né en 1338, il est le fils de Yûsuf Ier et d'une esclave. En 1354, il succède à son père après l'assassinat de ce dernier. Il a une demi-sœur cadette, mais de sang royal, Aïcha. Son règne est interrompu en 1359 alors qu'il n'a que 19 ans. Son demi-frère Ismâ`îl II prend le pouvoir, puis l'instigateur de ce coup d'État, Mohammed VI al-'Ahmar lui succède jusqu'en 1362. Mohammed Al-Ghanî reprend le pouvoir et y reste jusqu'à son décès le 16 janvier de 1391. Son fils Yûsuf II lui succède.

## Biographie

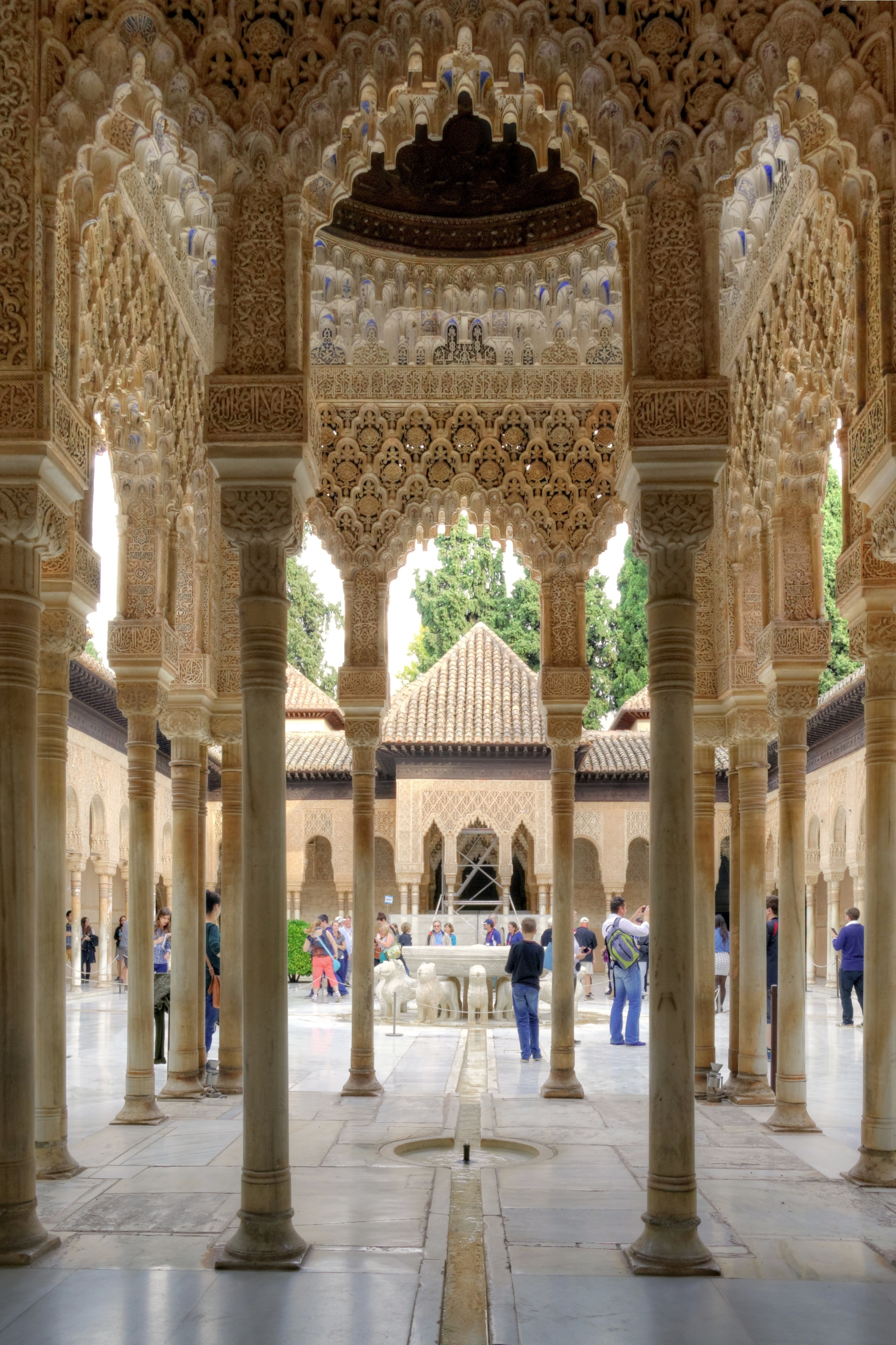
Place des Lions à l'Alhambra

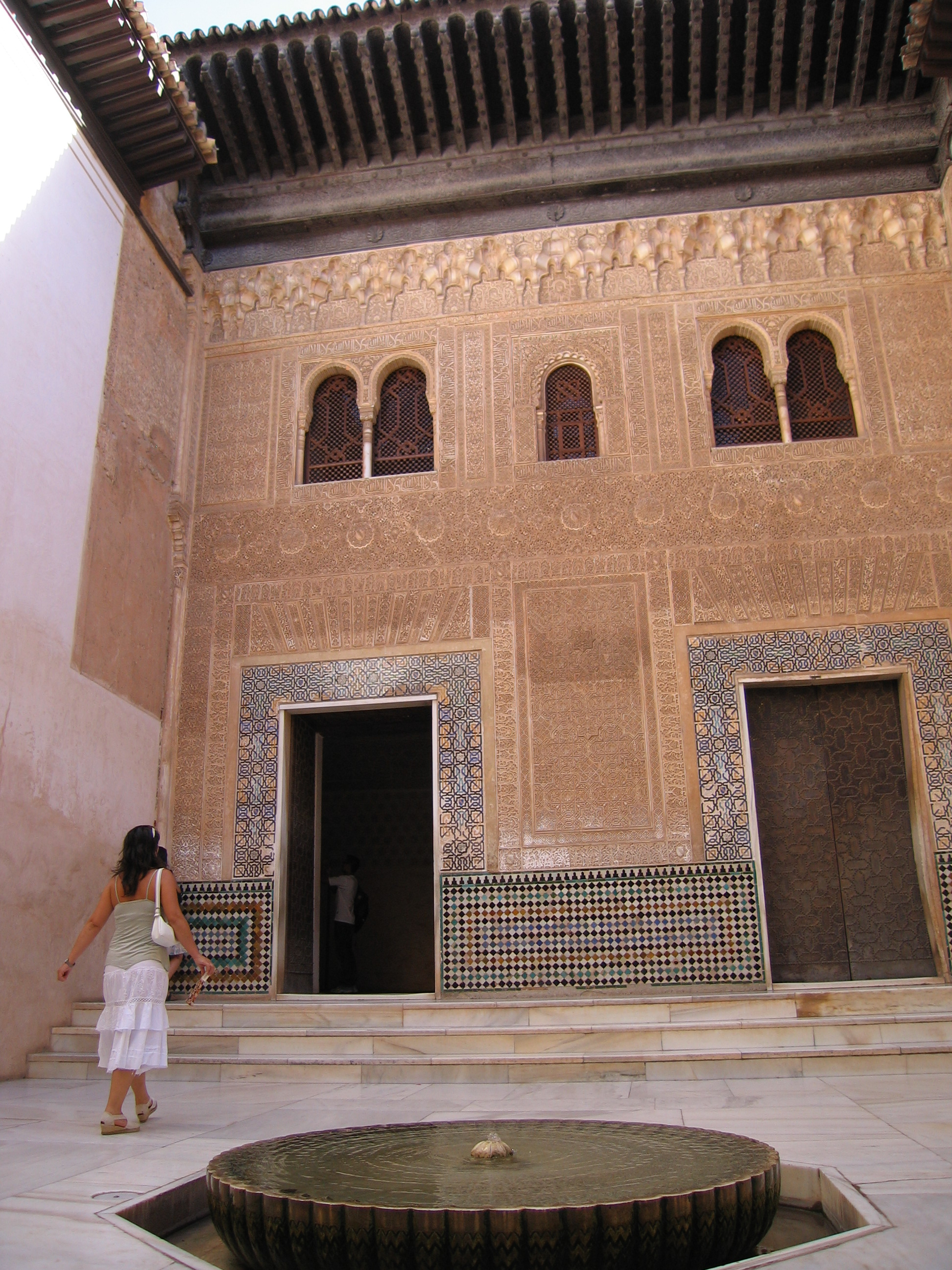
Le méchouard, à l'Alhambra

### Premier règne (1354 - 1359)
Mohammed al-Ghanî n'a que seize ans lorsque son père Yûsuf Ier est assassiné. Mohammed al-Ghanî va être sous la tutelle de deux régents : le hâjib Abû an-Nûr Radhwân et le vizir Lisân ad-Dîn ben al-Khatîb qui était déjà le vizir de son père Yûsuf Ier.
Pendant cette période Castille et Aragon se font la guerre. Ce qui laisse l'émirat de Grenade dans une situation de relative tranquillité. Néanmoins au cours de cette guerre Mohammed al-Ghanî est amené à soutenir son suzerain, le roi de Castille Pierre "le cruel" en lui fournissant trois galères (1358). Mohammed al-Ghanî s'attire ainsi l'hostilité du roi d'Aragon Pierre IV "le cérémonieux". Malaga est mis à la disposition des forces navales castillanes. Mohammed al-Ghanî se prépare à entrer dans le territoire de Murcie pour attaquer la frontière sud du royaume d'Aragon lorsqu'il est victime d'un coup d'État qui le détrône le 21 août 1359.

### Interrègne (1359 - 1362)
Le coup d'État aurait été fomenté par deux membres de la famille nasride Abû al-Walîd Ismâ`îl II son demi-frère cadet issu de l'épouse légitime de leur père et Abû `Abd Allâh Mohammed un parent dévoré d'ambition de Mohammed Al-Ghanî. Incités par Miriam, mère d'Ismâ`îl, une centaine d'insurgés escaladent les murs de l'Alhambra, surprennent la garde et assassinent le hâgib Abû an-Nûr Radhwân. Abû al-Walîd Ismâ`îl prend le pouvoir. 
Mohammed al-Ghanî parvient à s'enfuir. Il parvient le lendemain à Guadix et reçoit dans la forteresse le serment d'allégeance de la population grâce au commandant des « combattants pour la foi » `Alî Badr ad-Dîn Mûsâ. Pierre "le cruel" est dans l'incapacité de venir en aide à Mohammed al-Ghanî car il est en butte avec son demi-frère aîné, fils bâtard du roi Alphonse XI Henri de Trastamare soutenu par Pierre IV "le cérémonieux". Mohammed al-Ghanî s'est réfugié avec sa famille au Maroc chez les Mérinides.
Le règne d'Ismâ`îl est bref, le 28 juin 1360, Mohammed al-'Ahmar le fait assassiner ainsi que ses frères et ses vizirs. Il prend le pouvoir sous le nom de  Mohammed VI. Il ne tarde pas à mécontenter la cour et le peuple de Grenade par sa brutalité, sa grossièreté et sa nervosité. Il fait un échange d'ambassadeurs avec l'ennemi Pierre IV d'Aragon "le cérémonieux".
Peu de temps après Pierre "le cruel" vainc les Aragonais et Henri de Trastamare à la bataille de Nájera. Il peut désormais venir en aide à Mohammed al-Ghanî. Fin février / début mars 1362, Pierre "le cruel" et Mohammed al-Ghanî se rencontrent à Castro del Río et marchent vers Grenade. Mohammed al-'Ahmar s'enfuit vers Séville où il est pris et exécuté par deux soldats de Pierre "le cruel", le 25 avril 1362.

### Second règne (1362 - 1391)

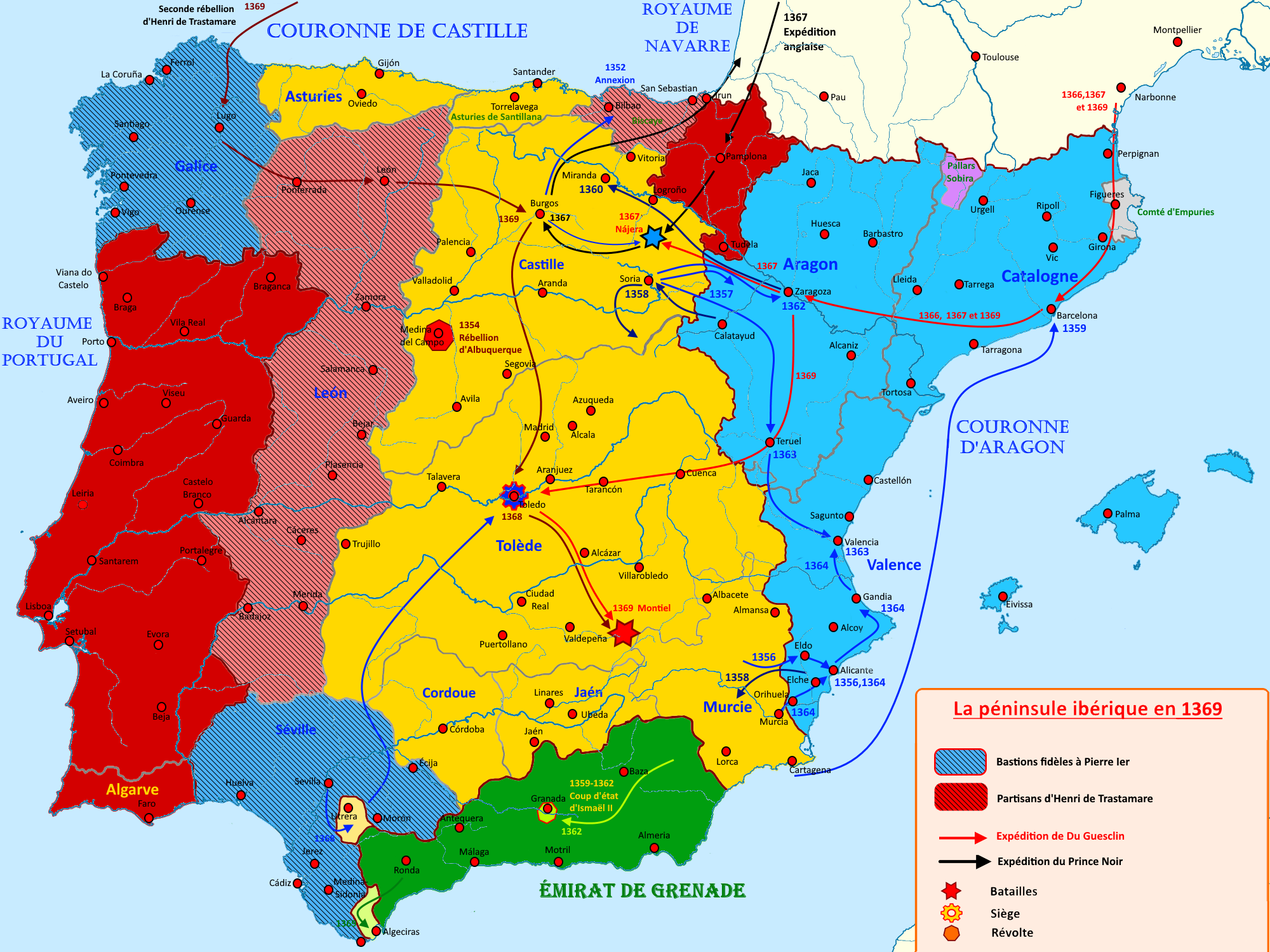
L'émirat de Grenade de 1350 à 1369

Mohammed al-Ghanî revient au pouvoir pour un des règnes les plus longs des Nasrides.
Ibn Khaldûn dans son autobiographie raconte qu'il arrive à Grenade le 26 décembre 1362 Il est très chaleureusement reçu par l'émir et son vizir Ibn al-Khatîb qu'il avait déjà rencontrés à Fès lors de leurs exil forcé. Ibn Khaldûn avait pris en charge la famille de l'émir lorsqu'il était reparti seul reprendre son trône. En 1363, l'émir Mohammed al-Ghanî envoie Ibn Khaldûn en ambassade auprès du roi Pierre "le cruel" de Castille pour parachever un traité entre la Castille et les Mérinides. À son départ, Pierre "le cruel" lui donne en cadeau « une mule fringante pourvue de lourds étriers et d'une bride en or. J'en fis présent au sultan, qui me donna le village d'Elvira en terre irriguée dans la plaine de Grenade. Il m'en fit dresser acte. » La même année Ibn Khaldûn repart pour le Maghreb.
En octobre 1365, le roi de Chypre Pierre Ier de Lusignan conduit une force de Chypriotes et d'Occidentaux en croisade et prend Alexandrie. Les chevaliers européens refusent de le suivre à l'assaut du Caire, et il est obligé de retourner à Chypre.
Mohammed al-Ghanî envoie au Caire une ambassade auprès du sultan mamelouk bahrite Al-Achraf Zayn ad-Dîn Chabân pour le féliciter d'avoir rejeté cette attaque contre Alexandrie. Les envoyés de Grenade reviennent en al-Ándalus avec deux mille dinars égyptiens, mais sans espoir d'obtenir une aide militaire directe. L'Égypte mamelouke avait signé avec les royaumes d'Aragon et de Castille plusieurs traités commerciaux et sa politique extérieure a toujours été extrêmement pragmatique. 
Pierre le cruel et Mohammed al-Ghanî ont les meilleures relations. Mohammed al-Ghanî l'assure de son appui pendant la guerre civile entre le roi et Henri de Trastamare. Mohammed al-Ghanî en échange a pu conquérir Algésiras. Le 13 mars 1369, s'engage la bataille de Montiel entre Pierre le cruel et l'armée de Henri de Trastamare alliée aux Aragonais et à des chevaliers français et anglais. C'est une défaite pour Pierre Ier. Il meurt poignardé dans la tente de Bertrand Du Guesclin le 22 mars 1369. 
En 1371, c'est le vizir Lisân ad-Dîn ben al-Khatîb, ami d'Ibn Khaldûn, depuis l'exil de 1359, qui dirige l'émirat de Grenade. Son aura diminue progressivement à cause des calomnies venant de personnages influents tels que le poète Ibn Zamrak. Ces calomnies rapportent qu'Ibn al-Khâtib est au service des Mérinides qui aspireraient à conquérir le trône de Grenade. Finalement Ibn al-Khâtib est contraint de s'exiler et trouve refuge à Fès chez les Mérinides, accréditant ainsi les accusations dont il avait été l'objet. Quatre ans plus tard, il meurt étranglé par des assassins envoyés par Mohammed al-Ghanî.
En 1372, la dynastie mérinide connaît une période d'instabilité. Mohammed as-Sa`îd est présenté comme héritier de son père Abû Fâris `Abd al-`Azîz à l'âge de 5 ans. Il ne règne pas, il meurt en 1373. En 1374, Abû al-`Abbâs soutenu par les Nasrides prend la succession à Fès, mais Abû Zayd `Abd ar-Rahman crée un royaume concurrent à Marrakech. 
En 1375, Ibn Khaldûn revient à Grenade, il est bien accueilli par l'émir Mohammed al-Ghanî. Du Maroc vient l'ordre de rentrer car on lui reproche son amitié pour Abû Zayd `Abd ar-Rahman. Mohammed al-Ghanî refuse de renvoyer Ibn Khaldûn à Fès mais le fait débarquer à Tlemcen, d'où il va vers Tunis qui était devenu la résidence de sa famille. 
En 1387, Abû al-`Abbâs refait l'unité du royaume mérinide. Le Maroc connaît six ans de tranquillité bien que Abû al-`Abbâs profite de cette période pour reconquérir Tlemcen et Alger.
En 1391, Mohammed al-Ghanî meurt et laisse son trône à son fils Abû al-Hajjâj Yûsuf.

## Héritage
On doit à Mohammed al-Ghanî la construction de la place des Lions à l'Alhambra et le mechouar (Cuarto Dorado). Il a fait construire un hôpital à Grenade.